# Balauring
Balauring is een bestuurslaag in het regentschap Lembata van de provincie Oost-Nusa Tenggara, Indonesië. Balauring telt 1763 inwoners (volkstelling 2010).